# Gran Premio di Francia 1968
Il Gran Premio di Francia 1968 fu una gara di Formula 1, disputatasi il 7 luglio 1968 sul Circuito di Rouen. Fu la sesta prova del mondiale 1968 e vide la vittoria di Jacky Ickx su Ferrari, seguito da John Surtees e da Jackie Stewart
La gara venne funestata da un incidente mortale che coinvolse il pilota francese Jo Schlesser, perito nell'incendio della sua Honda dopo lo schianto contro il terrapieno all'esterno della curva "Six Frères". La Ferrari ritornò alla vittoria dopo quasi due anni, ovvero dal Gran Premio d'Italia 1966.

## Qualifiche
| Pos | N. | Pilota               | Costruttore   | Scuderia                              | Tempo  | Distacco |
| --- | -- | -------------------- | ------------- | ------------------------------------- | ------ | -------- |
| 1   | 2  | Jochen Rindt         | Brabham-Repco | Brabham Racing Organisation           | 1:56.1 | -        |
| 2   | 28 | Jackie Stewart       | Matra-Ford    | Matra International                   | 1:57.3 | +1.2     |
| 3   | 26 | Jacky Ickx           | Ferrari       | Scuderia Ferrari SpA SEFAC            | 1:57.7 | +1.6     |
| 4   | 8  | Denny Hulme          | McLaren-Ford  | Bruce McLaren Motor Racing            | 1:57.7 | +1.6     |
| 5   | 24 | Chris Amon           | Ferrari       | Scuderia Ferrari SpA SEFAC            | 1:57.8 | +1.7     |
| 6   | 10 | Bruce McLaren        | McLaren-Ford  | Bruce McLaren Motor Racing            | 1:58.0 | +1.9     |
| 7   | 16 | John Surtees         | Honda         | Honda Racing                          | 1:58.2 | +2.1     |
| 8   | 6  | Jean-Pierre Beltoise | Matra         | Matra Sports                          | 1:58.9 | +2.8     |
| 9   | 12 | Graham Hill          | Lotus-Ford    | Gold Leaf Team Lotus                  | 1:59.1 | +3.0     |
| 10  | 20 | Pedro Rodríguez      | BRM           | Owen Racing Organisation              | 1:59.3 | +3.2     |
| 11  | 14 | Jackie Oliver        | Lotus-Ford    | Gold Leaf Team Lotus                  | 2:00.2 | +4.1     |
| 12  | 34 | Jo Siffert           | Lotus-Ford    | Rob Walker/Jack Durlacher Racing Team | 2:00.3 | +4.2     |
| 13  | 22 | Richard Attwood      | BRM           | Owen Racing Organisation              | 2:00.8 | +4.7     |
| 14  | 4  | Jack Brabham         | Brabham-Repco | Brabham Racing Organisation           | 2:00.8 | +4.7     |
| 15  | 36 | Piers Courage        | BRM           | Reg Parnell Racing                    | 2:01.1 | +5.0     |
| 16  | 32 | Johnny Servoz-Gavin  | Cooper-BRM    | Cooper Car Company                    | 2:01.2 | +5.1     |
| 17  | 18 | Jo Schlesser         | Honda         | Honda France                          | 2:04.5 | +8.4     |
| 18  | 30 | Vic Elford           | Cooper-BRM    | Cooper Car Company                    | 2:05.5 | +9.4     |

## Gara
| Pos | N. | Pilota               | Costruttore/Motore | Giri | Tempo/Ritiro     | Griglia | Punti |
| --- | -- | -------------------- | ------------------ | ---- | ---------------- | ------- | ----- |
| 1   | 26 | Jacky Ickx           | Ferrari            | 60   | 2:25:40.9        | 3       | 9     |
| 2   | 16 | John Surtees         | Honda              | 60   | + 1:58.6         | 7       | 6     |
| 3   | 28 | Jackie Stewart       | Matra-Ford         | 59   | + 1 Giro         | 2       | 4     |
| 4   | 30 | Vic Elford           | Cooper-BRM         | 58   | + 2 Giri         | 17      | 3     |
| 5   | 8  | Denny Hulme          | McLaren-Ford       | 58   | + 2 Giri         | 4       | 2     |
| 6   | 36 | Piers Courage        | BRM                | 57   | + 3 Giri         | 14      | 1     |
| 7   | 22 | Richard Attwood      | BRM                | 57   | + 3 Giri         | 12      |       |
| 8   | 10 | Bruce McLaren        | McLaren-Ford       | 56   | + 4 Giri         | 6       |       |
| 9   | 6  | Jean-Pierre Beltoise | Matra              | 56   | + 4 Giri         | 8       |       |
| 10  | 24 | Chris Amon           | Ferrari            | 55   | + 5 Giri         | 5       |       |
| 11  | 34 | Jo Siffert           | Lotus-Ford         | 54   | + 6 Giri         | 11      |       |
| NC  | 20 | Pedro Rodríguez      | BRM                | 53   | Non classificato | 10      |       |
| Rit | 2  | Jochen Rindt         | Brabham-Repco      | 45   | Perdita benzina  | 1       |       |
| Rit | 4  | Jack Brabham         | Brabham-Repco      | 15   | Pompa benzina    | 13      |       |
| Rit | 12 | Graham Hill          | Lotus-Ford         | 14   | Semiasse         | 9       |       |
| Rit | 32 | Johnny Servoz-Gavin  | Cooper-BRM         | 14   | Incidente        | 15      |       |
| Rit | 18 | Jo Schlesser         | Honda              | 2    | Incidente fatale | 16      |       |

## Statistiche

### Piloti
- 1ª vittoria per Jacky Ickx
- 1° pole position per Jochen Rindt
- 10° podio per Jackie Stewart
- 1° e unico giro più veloce per Pedro Rodríguez
- 1º Gran Premio per Vic Elford
- Ultimo Gran Premio per Jo Schlesser

### Costruttori
- 42° vittoria per la Ferrari

### Motori
- 42ª vittoria per il motore Ferrari

### Giri al comando
- Jacky Ickx (1-18, 20-60)
- Pedro Rodríguez (19)

## Classifiche Mondiali

### Piloti
| Pos | Pilota               | Punti |
| --- | -------------------- | ----- |
| 1   | Graham Hill          | 24    |
| 2   | Jackie Stewart       | 16    |
|     | Jacky Ickx           | 16    |
| 4   | Denny Hulme          | 12    |
| 5   | Pedro Rodríguez      | 10    |
| 6   | Jim Clark            | 9     |
|     | Bruce McLaren        | 9     |
|     | Jean-Pierre Beltoise | 9     |
| 9   | John Surtees         | 6     |
|     | Ludovico Scarfiotti  | 6     |
|     | Richard Attwood      | 6     |
| 12  | Lucien Bianchi       | 5     |
| 13  | Jochen Rindt         | 4     |
|     | Chris Amon           | 4     |
|     | Brian Redman         | 4     |
| 16  | Vic Elford           | 3     |
| 17  | Silvio Moser         | 2     |
|     | Jackie Oliver        | 2     |
| 19  | Piers Courage        | 1     |

### Costruttori
| Pos | Team          | Punti |
| --- | ------------- | ----- |
| 1   | Lotus-Ford    | 29    |
| 2   | McLaren-Ford  | 19    |
|     | Matra-Ford    | 19    |
|     | Ferrari       | 19    |
| 5   | BRM           | 17    |
| 6   | Cooper-BRM    | 12    |
| 7   | Matra         | 6     |
|     | Honda         | 6     |
|     | Brabham-Repco | 6     |
| 10  | McLaren-BRM   | 2     |